# Croton thorelii
Croton thorelii är en törelväxtart som beskrevs av François Gagnepain. Croton thorelii ingår i släktet Croton och familjen törelväxter. Inga underarter finns listade i Catalogue of Life.